# ヴェラナ国際空港

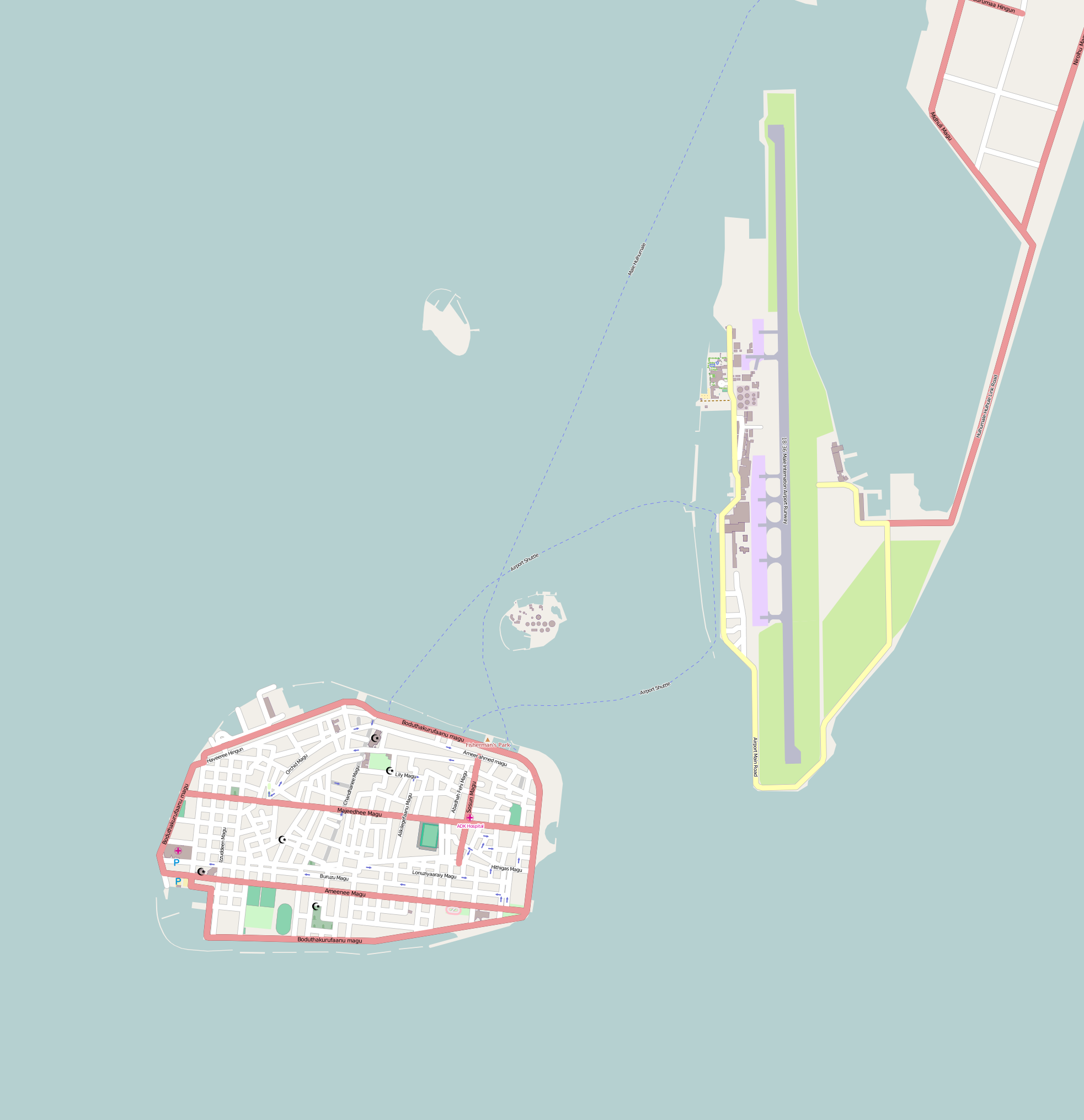
左下がマレ島、右の空港のあるのがフルレ島

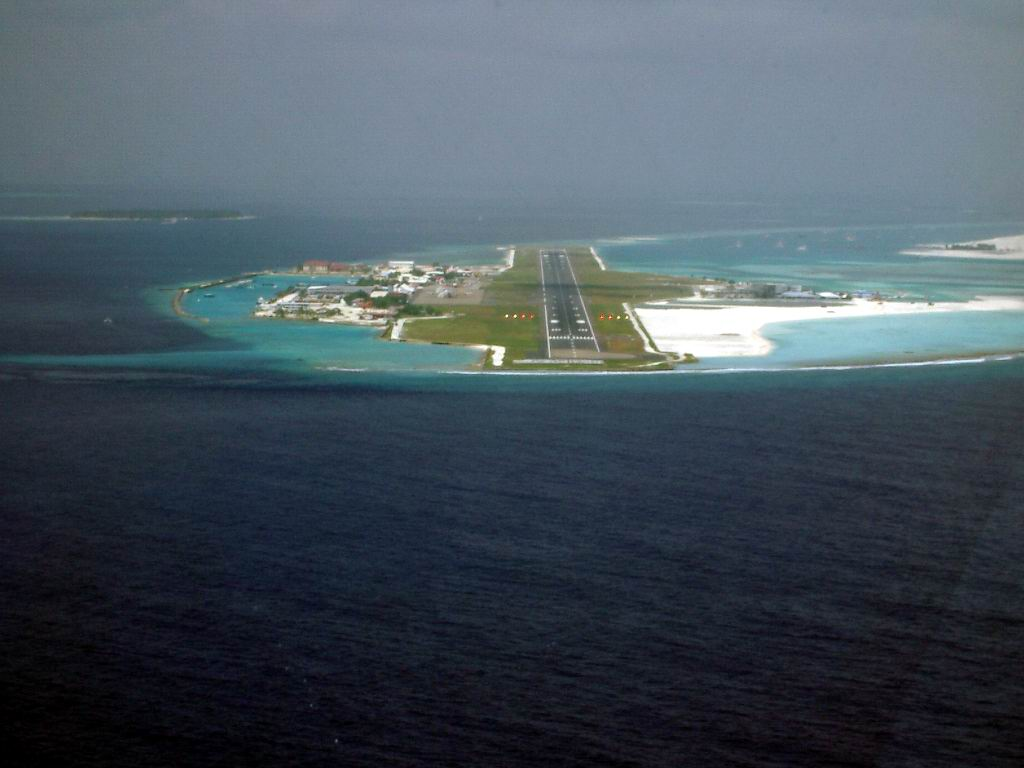
空港、滑走路36（2008年）

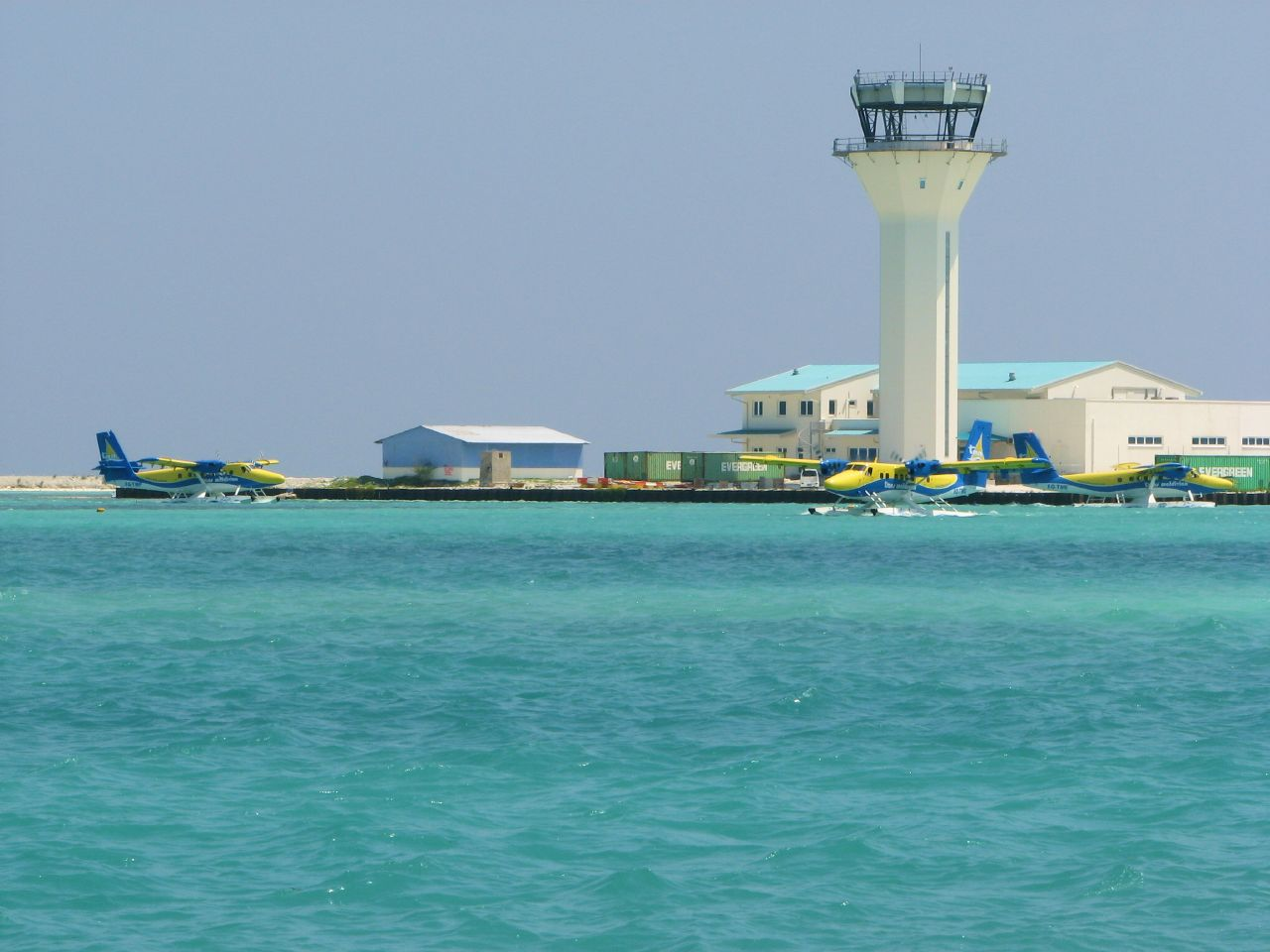
水上機ターミナル

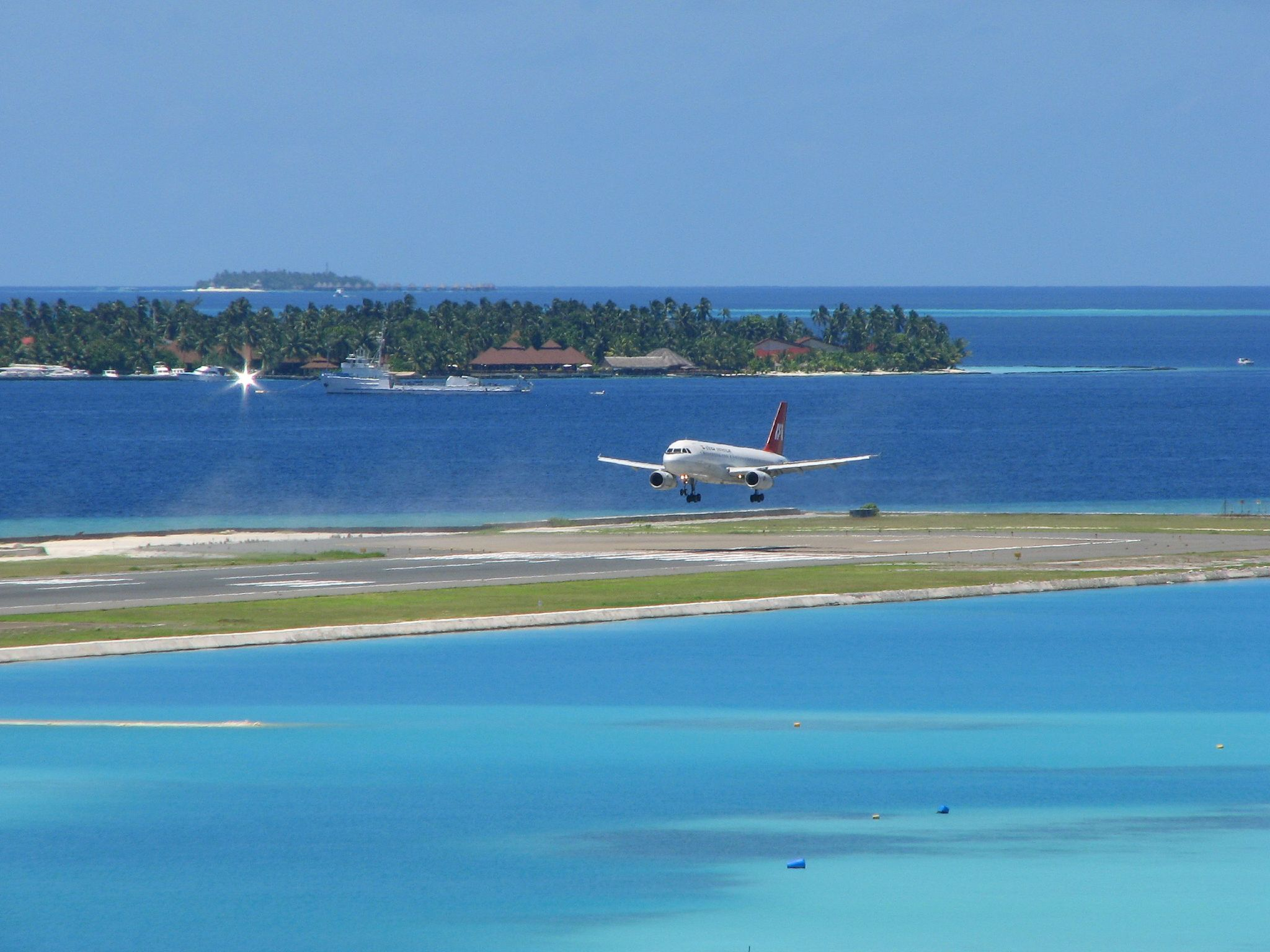
飛行機と着陸

ヴェラナ国際空港（ヴェラナこくさいくうこう、ディベヒ語: ވެލާނާ ބައިނަލްއަޤުވާމީ ވައިގެ ބަނދަރު、英語: Velana International Airport）は、モルディブの首都マレ市・フルレ島にある国際空港である。過去に3度改名をしている。

## 歴史
1966年4月12日に、モルディブ唯一の国際空港として首都・マレ付近のフルレ島に開港。当時の名称はフルレ空港（Hulhule Airport）であった。
1980年代前半、当時の大統領イブラヒム・ナシルによってマレ国際空港（Malé International Airport）と改名される。
2011年7月26日の独立記念日、モルディブ政府はイブラヒム・ナシル元大統領（2008年に死去）に敬意を表し、公式にイブラヒム・ナシル国際空港（Ibrahim Nasir International Airport）に空港名を変更した。
2017年1月1日、アブドゥラ・ヤミーン大統領が掲げる経済政策の一環としてヴェラナ国際空港（Velana International Airport）に名称変更。ヴェラナはイブラヒム・ナシル大統領の家の名前に由来する。
2018年9月18日、A380運用可能となるICAO飛行場等級Fコード対応新滑走路が旧滑走路の東側を一部埋め立て新設、テスト運用でエティハド航空のA380が運航された。

## 特徴
従来は島全体が空港施設とホテルで埋め尽くされており、敷地も限られていることから滑走路に平行誘導路が設置できないため、滑走路の両端にターニングパッドが設置されていたが、前述の新滑走路運用開始によって、従来の滑走路が誘導路として運用されることとなり、運用が効率化される。また、従来は空港島からモルディブ首都のマレ島は海で隔てられていて船やボートなどの水上交通により結ばれていたが、2018年8月30日に空港島南部からマレ島に向け橋梁開通で車両での行き来が可能になったが、これら事業は2014年に中国との首脳会談で決定していて空港は北京城建集団（Beijing Urban Construction Group）が施工していて、橋梁名称も中国モルディブ友好橋（China-Maldives Friendship Bridge）とも呼ばれている。

## 就航路線

### 国内線
| 航空会社           | 就航地                   |
| ------------------ | ------------------------ |
| モルディビアン航空 | ダラバンドゥ             |
| フライミー         | マアミギリ、ダラバンドゥ |

### 国際線
| 航空会社                                                         | 就航地 |
| ---------------------------------------------------------------- | --- |
| モルディビアン航空                                               | バンコク/ドンムアン、チェンナイ、トリヴァンドラム、武漢 (バンコク経由)、成都 (バンコク経由)、重慶 (バンコク経由)、長沙 (バンコク経由)、南京 (バンコク経由)、西安 (バンコク経由)、ダッカ (チェンナイ経由) |
| 大韓航空                                                         | コロンボ、ソウル/仁川 (コロンボ経由) |
| 中国東方航空                                                     | コロンボ、昆明(コロンボ経由) |
| 中国南方航空                                                     | 広州、上海/浦東 (季節便) |
| 北京首都航空                                                     | 北京/大興 |
| 海南航空                                                         | 北京/首都 (季節便) |
| キャセイパシフィック航空                                         | 香港 |
| バンコク・エアウェイズ                                           | バンコク/スワンナプーム |
| エアアジア                                                       | クアラルンプール |
| シンガポール航空                                                 | シンガポール |
|                                                                  | |
| スクート                                                         | シンガポール |
| エア・インディア                                                 | バンガロール、トリヴァンドラム |
| スパイスジェット                                                 | トリヴァンドラム、コーチ |
| スリランカ航空                                                   | コロンボ |
| エミレーツ航空                                                   | コロンボ |
| エティハド航空                                                   | アブダビ |
| フライドバイ                                                     | ドバイ国際空港 |
| カタール航空                                                     | ドーハ |
| オマーン・エア                                                   | コロンボ、アブダビ |
| サウディア                                                       | リヤド、ジェッダ |
| ターキッシュ・エアラインズ                                       | イスタンブール/アタテュルク、コロンボ |
| ブリティッシュ・エアウェイズ                                     | ロンドン/ガトウィック (季節便) |
| コンドル航空                                                     | フランクフルト |
| ネオス                                                           | ローマ、ミラノ (ローマ経由) |
| オーストリア航空                                                 | ウィーン (季節便) |
| スイス インターナショナル エアラインズ 運航は エーデルワイス航空 | チューリッヒ |
| アエロフロート・ロシア航空                                       | モスクワ/シェレメーチエヴォ |

## 就航都市
- : ロンドン/ガトウィック
- : ウィーン
- : パリ/ドゴール
- : ミラノ、ローマ
- : フランクフルト、ミュンヘン、デュッセルドルフ
- : アムステルダム
- : モスクワ/ドモジェドヴォ
- : プラハ
- : ドバイ、アブダビ
- : イスタンブール
- : クアラルンプール
- : コロンボ
- : ムンバイ、バンガロール、ティルヴァナンタプラム、コーチン
- : ドーハ
- : シンガポール
- : ソウル/仁川（コロンボ経由）
- : 北京/首都、上海/浦東、昆明、成都
- : 香港 [7]
- : バンコク
- : ヨハネスブルク
- : マスカット
- : ハニマアッドホー（英語版）、カアーデドゥー（英語版）、カドゥー（英語版）、ガン